# 松葉剛
松葉 剛（まつば つよし、1963年2月24日 - ）は、日本の医師。東京都世田谷区三宿出身。博士（医学）（順天堂大学）、プライマリ・ヘルス・ケア管理学修士（タイ・マヒドン大学）、国際鉄道ライター。早稲田大学非常勤講師、十文字学園女子大学非常勤講師、早稲田大学人間総合研究センター招聘研究員、NPO法人ISAPH技術顧問、T・Aネットワーキング（株）技術顧問。

## 経歴
- 錦城高等学校卒業（1981年）後、順天堂大学医学部医学科を卒業（1988年）。
- JR東京総合病院にて2年間の内科研修後、順天堂大学医学部博士課程に入学。同課程修了および学位（博士（医学））授与（1994年）。論文の題は「5年以内に来日した非永住在日韓国人の結核に対する意識および健康行動に関する研究」[1]。
- 1992年より1年間、タイのマヒドン大学ASEAN保健開発研究所に留学。プミポン国王よりプライマリ・ヘルス・ケア管理学修士授与（1993年）。
- 国立国際医療センター国際協力局派遣協力課に在籍（1995年 - 2000年）し、JICA（国際協力機構）の中国ポリオ根絶プロジェクトに専門家として参加。山東省、雲南省を拠点に活動した（1995年 - 1997年）。その他JICA技術協力プロジェクトの専門家として、フィジー、ボリビア、ウズベキスタンにて技術指導を行った他、ODA無償援助の調査団長として、キルギス、グアテマラ、セネガルを訪問している。
- デアゴスティーニ社から刊行されていた、「週刊鉄道データファイル」誌で「世界の名車」のコラムを執筆した。
- 2012年7月、麹町ワールドスタジオ製作ユーストリーム「由美子のうたはともだち」にゲスト出演した際、シンガーソングライターと紹介された。
- 2012年よりNPO法人ISAPHにて技術顧問を務め、マラウイ、ラオスの母子保健プロジェクトに関与。現地にて調査、指導を行うほか、JICA短期専門家としてウズベキスタン、メキシコ合衆国を訪問、技術指導を行っている。

## 著書
- 『保健衛生と健康スポーツ科学』 （篠原出版新社）
- 『英語医学論文の読み方』 （朝倉書店）
- 『週刊鉄道データファイル』（デアゴスティーニ社）

その他、南山堂、朝倉書店の医学辞典、メヂカルフレンド社の看護学辞典、衛生・公衆衛生関連の教科書等多数分担執筆。

## 関連人物
- ソムアッツ・ウォンコムトォン バンコク国際病院院長
- 杉本聖一 週刊鉄道データファイル誌編集長
- 鈴木大地 ソウルオリンピック水泳金メダリスト 共著論文あり
- 野崎由美子 「由美子のうたはともだち」にゲスト出演